# Guagejohe
Guage-johe (Guagejohe), ime za jednu od skupina Komanča koja je oko 1857. živjela na području Llana Estacada u zapadnom Teksasu. 
Hodge smatra da bi ovaj naziv mogao biti pogreška španjolskog naziva Kwahari (Quahadi), jedne skupine Komanča iz Llana Estacada. John Reed Swanton ga biklježi samo kao jedno od naziva koje spominju stari autori.
Lee Sultzman ga uz nazive Ditsakana, Hainenaurie, Itchitabudan, Ketahto, Kewatsana, Kwashi, Motsai, Muvinabore, Nauniem, Nonaum, Pagatsu, Pohoi, Titchakenah, Waaih i Yapaor navodi kao jednu od njihovig bandi.

## Vanjske poveznice
- Guagejohe Indians, Margery H. Krieger